# Brekstad
Brekstad ist eine Kleinstadt in der Kommune Ørland in der Fylke (Provinz) Trøndelag im Westen Norwegens. Brekstad hat 2437 Einwohner (Stand: 1. Januar 2024) und eine Fläche von 1,93 km². Die Stadt erhielt am 2005 den Stadtstatus. Bis 2019 war Brekstad die administrative Verwaltungsstadt der Kommune Ørland.

## Geographie
Brekstad liegt am Westende der Halbinsel Fosen an der Mündung des Trondheim- und des Stjørnfjords etwa 45 km nordwestlich von Trondheim.

## Verkehr
Von Brekstad aus gehen Schnellboote nach Trondheim und Kristiansund und es gibt eine Fährverbindung über den Trondheimsfjord nach Valset und zum Flughafen Ørland mit täglichen Flügen nach Oslo.